# Juan Bautista Azcárate
Juan Bautista Azcárate Egaña, conocido como Mondragonés (Mondragón, 24 de junio de 1891-ibid., 11 de abril de 1965) fue un jugador español de pelota vasca profesional de la especialidad de mano.
Fue el campeón oficioso del manomanista entre 1917 y 1926

## Trayectoria
Juan Bautista Azcárate nació en Mondragón el 24 de junio de 1891. Debido a ello fue conocido con el apodo de Mondragonés a lo largo de su carrera como pelotari. 
Aunque en su localidad natal ya había mostrado sus condiciones para ser pelotari, su debut como profesional no se produjo hasta 1911. Azcárate se encontraba realizando en San Sebastián el servicio militar en el regimiento de artillería, donde fue descubierto. Jugó su primer partido profesional en el frontón Municipal de esta ciudad. Una vez licenciado comenzó su carrera como pelotari profesional convirtiéndose en esa década en una de las figuras de la pelota a mano.
En 1917 Mondragonés venció a Zapaterito de Lequeitio en el Frontón Astelena de Éibar convirtiéndose en campeón oficioso del manomanista. Durante esos años junto con Zapaterito, otro gran rival fue Cantabria, al que derrotó en el Municipal de Bergara.
Durante casi diez años, entre 1917 y 1926, no tuvo rival en el manomanista, imponiéndose a todos sus rivales con su fenomenal pegada. Sin embargo, en 1926 la irrupción del fenómeno Atano III acabó con esta supremacía.

### El duelo manomanistaMondragonés- Atano III
A falta de reglamentos oficiales, la normativa para la disputa del oficioso título de campeón del manomanista se había establecido por una serie de costumbres. A mediados de la década de 1920 para que un pelotari pudiese considerarse aspirante al título o challenger debía vencer primero al campeón en un desigual partido en el que el campeón podía utilizar solo la mano derecha, mientras que el otro pelotari podía utilizar ambas manos. Atano III logró vencer a Mondragonés en esas condiciones y obtuvo el grado de aspirante al título. La disputa del título, ya en igualdad de condiciones, se puso en liza al mejor de tres partidos.
En el primer partido, disputado en San Sebastián el 31 de octubre de 1926 venció Atano III a Mondragonés por 22-19. Una semana más tarde, el 7 de noviembre, en el Frontón Astelena de Éibar Atano III volvió a ganar al vigente campeón por 22-12 adjudicándose de esa forma el título de campeón. El último de los partidos se disputó el 1 de enero de 1927 en Bilbao que volvió a vencer Atano III, esta vez por 22-9.
La derrota en este duelo supuso el final de un reinado de 10 años de Mondragonés en el mundo de la pelota vasca y el inicio de la larga era de supremacía de Atano III que se prolongó hasta 1948.

### Resto de su carrera
Mondragonés siguió en las canchas de pelota vasca hasta más allá de los 50 años. Su retirada definitiva de las canchas se produjo en 1942.

## Estilo
Mondragonés se hizo en su época famoso por su gran pegada con ambas manos. Era una persona de gran estatura, con unos brazos muy largos y unos dedos enormes. Estas condiciones naturales le permitían imprimir una gran fuerzo a la pelota por el "efecto palanca". El juego de Mondragonés se basaba en lanzar la pelota golpe a golpe hacia los cuadros traseros del frontón hasta que su rival se veía imposibilitado de restar la pelota o hasta que esta llegaba a la pared del rebote o en aquellos frontones que carecían de pared de fondo, se perdía entre el público. La pegada de Mondragonés superó todas las marcas hasta entonces existentes. En aquella época era habitual que los frontones tuvieran señalados los lugares más alejados alcanzados por la pelota golpeada desde el frontis y Mondragonés batió casi todos los records existentes, logrando hitos insólitos hasta entonces, como el antes mencionado de mandar la pelota al rebote.
Además de en frontones de pared izquierda, Mondragonés jugó también en plazas (un tipo de cancha de pelota vasca que únicamente tiene frontis). Mondragonés tuvo también una gran popularidad en el País Vasco-Francés donde son típicas estos tipos de canchas. Las características de su juego se adaptaban perfectamente a la plaza, no así tanto a los trinquetes, que se quedaban pequeños para las cualidades del juego de Mondragonés.
En partidos de parejas Mondragonés solía jugar en el puesto de zaguero.